# Ковета (округ, Джорджія)
Шаблон:StateAbbr_ 33°21′ пн. ш. 84°46′ зх. д. / 33.35° пн. ш. 84.76° зх. д.
Округ Ковета (англ. Coweta County) — округ (графство) у штаті Джорджія, США. Ідентифікатор округу 13077.

## Історія
Округ Ковета заснований в 1826 році.

## Географія
Округ займає площу 1147.4 км².

## Демографія
За даними перепису
2000 року
загальне населення округу становило 89215 осіб, зокрема міського населення було 48586, а сільського — 40629.
Серед мешканців округу чоловіків було 44162, а жінок — 45053. В окрузі було 31442 домогосподарства, 24699 родин, які мешкали в 33182 будинках.
Середній розмір родини становив 3,17.
Віковий розподіл населення поданий у таблиці:
| Стать    | До 15 років | 15-21 | 22-29 | 30-39 | 40-49 | 50-65 | 65-85 | Понад 85 |
| -------- | ----------- | ----- | ----- | ----- | ----- | ----- | ----- | -------- |
| Чоловіки | 11177       | 3964  | 4710  | 7968  | 6667  | 6632  | 2866  | 178      |
| Жінки    | 10676       | 3675  | 4801  | 7977  | 6711  | 6686  | 3921  | 606      |

## Цікаве
В окрузі Ковета в місті Сенойя проводитимуться зйомки третього сезону серіалу Ходячі мерці.

## Суміжні округи
- Фултон — північний схід
- Файєтт — схід
- Сполдінг — південний схід
- Мерівезер — південь
- Труп — південний захід
- Герд — захід
- Керролл — північний захід

## Виноски
1. ↑  U.S. Decennial Census. United States Census Bureau. Архів оригіналу за 26 квітня 2015. Процитовано 20 червня 2014.
2. ↑  Historical Census Browser. University of Virginia Library. Архів оригіналу за 26 Грудня 2013. Процитовано 20 червня 2014.
3. ↑  Population of Counties by Decennial Census: 1900 to 1990. United States Census Bureau. Архів оригіналу за 2 Лютого 2019. Процитовано 20 червня 2014.
4. ↑  Census 2000 PHC-T-4. Ranking Tables for Counties: 1990 and 2000 (PDF). United States Census Bureau. Архів оригіналу (PDF) за 18 Грудня 2014. Процитовано 20 червня 2014.
5. ↑  State & County QuickFacts. United States Census Bureau. Архів оригіналу за 9 Липня 2011. Процитовано 20 червня 2014.(англ.) Наведено за англійською вікіпедією.
6. ↑  American FactFinder. Бюро перепису населення США. Архів оригіналу за 29 липня 2011. Процитовано 31 січня 2008.

| США | Це незавершена стаття з географії США. Ви можете допомогти проєкту, виправивши або дописавши її. |